# نظام تتبع للعلل

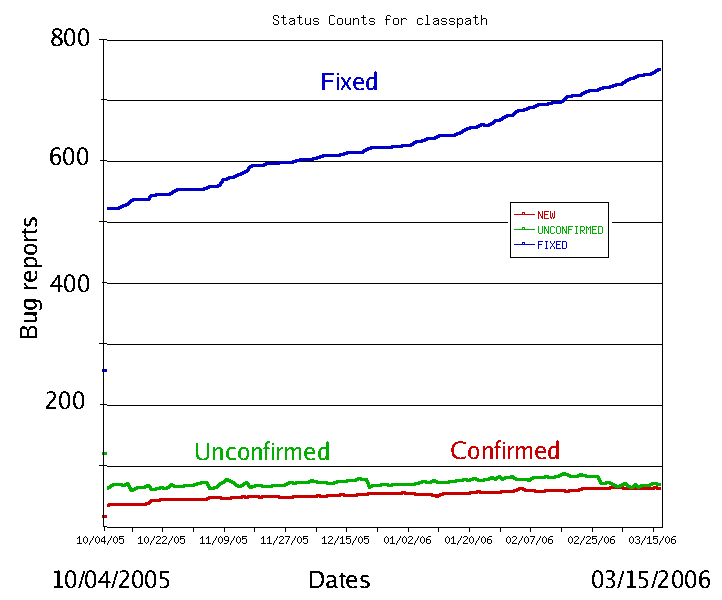

نظام تتبع العلل هو تطبيق برمجي يُستخدم لتتبع العلل البرمجية المبلغ عنها في مشاريع تطوير البرمجيات. وهو يعد نوع من برمجيات تتبع المواضيع. العديد من نظم تتبع العلل تتيح للمستخدم النهائي الإبلاغ عن الأخطاء مباشرة، ومن أمثلة ذلك النظم المستخدمة في مشاريع البرمجيات مفتوحة المصدر. وفي حالات أخرى، تُستخدم نظم تتبع العلل داخل المؤسسات والشركات التي تطور البرمجيات. وتتكامل نظم تتبع العلل مع برمجيات إدارة المشاريع.
في العادة، تُستخدم قواعد البيانات في نظم تتبع العلل لتسجيل البيانات المتعلقة بكل علة، مثل وصف العلة، درجة تأثيرها، وكيفية إعادة إنتاجها، وتاريخ الإبلاغ عنها والمبلغ، والمسند إليه إصلاحها وغير ذلك من التفاصيل. في المشاريع البرمجية مفتوحة المصدر قد يوفر نظام تتبع العلل إمكانية التصويت على العلل المبلغ عنها للمستخدمين النهائيين؛ وهو ما يساعد المطورين على الانتباه للعلل الأكثر أهمية.
من الممكن أن تقدم نظم تتبع العلل مزايا مثل اكتشاف العلل المتكررة بصفة تلقائية، أو إصلاح العلل آليًّا دون تدخل المبرمج البشري.